# Меньшиковка
Меньшико́вка (каз. Меньшиковка) — село у складі Сандиктауського району Акмолинської області Казахстану. Входить до складу Аксоранського сільського округу.
Населення — 122 особи (2021; 178 у 2009, 374 у 1999, 429 у 1989).
Національний склад станом на 1989 рік:
- росіяни — 49 %;
- казахи — 38 %.

У радянські часи село називалось також Меньщиковка.